# Budynek przy ul. Piekary 49 w Toruniu
Budynek przy ul. Piekary 49 w Toruniu (tzw. Ekonomia) – zabytkowy budynek znajdujący się przy ul. Piekary 49 na Starym Mieście w Toruniu, jeden z najstarszych przykładów budynku oświatowego z zachowaną oryginalną bryłą i detalem architektonicznym w Polsce północnej. Dawna siedziba bursy Gimnazjum Akademickiego, następnie samego Gimnazjum, obecnie siedziba wydziałów Sądu Okręgowego.

## Historia
Budynek został zbudowany w latach 1598–1601 z inicjatywy burmistrza Henryka Strobanda. Pracami budowlanymi kierował Hans Eckard. W budynku mieszczono bursę (tzw. Ekonomik) dla Gimnazjum Akademickiego.
W następnych latach gmach przebudowano. W latach 1739 i 1740 w budynku przeprowadzono bliżej nieokreślone prace malarskie wykonane przez Christiana Ernsta Ulricha.
Po tumulcie toruńskim z 1724 roku w budynku ulokowano Gimnazjum Akademickie, które wcześniej mieściło się w dawnym klasztorze franciszkańskim, przekazanym na mocy wyroku zakonowi bernardynów.
W 1807 roku budynek przekształcono w francuski szpital wojenny. Po przeniesieniu w 1855 roku Gimnazjum Akademickiego do budynku przy ul. Zaułek Prosowy znajdowały się tu szkoły żeńskie. W okresie międzywojennym w budynku mieściła się niemiecka filia Państwowego Gimnazjum Męskiego. Od listopada 1923 roku gimnazjum było koedukacyjne. Po II wojnie światowej w budynku mieścił się internat dla uczniów szkół średnich, następnie Sąd Okręgowy.
Na fasadzie budynku znajduje się tablica upamiętniające 400-lecie powstania Gimnazjum Akademickiego.